# Povos do Mar

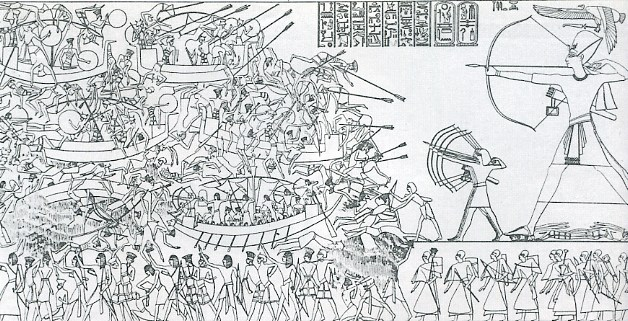
Esta cena famosa da parede norte de Medinet Habu é usada frequentemente para ilustrar a campanha militar egípcia contra os povos do mar naquilo que veio ser conhecido como a Batalha do Delta. Embora os hieróglifos não mencionem os inimigos do Egito, descrevendo-os simplesmente como sendo de "países do norte", os primeiros estudiosos notaram as semelhanças entre os penteados e acessórios usados pelos combatentes e outros relevos em que tais grupos são nomeados.

Os povos do mar são uma suposta confederação de povos marinheiros que atacaram o Egito Antigo e outras importantes localidades no mar Mediterrâneo antes do Colapso da Idade do Bronze. Após a criação do conceito no século XIX, tornou-se um dos capítulos mais famosos da história egípcia, dada a sua ligação com, nas palavras do orientalista estadunidense Wilhelm Max Müller: "as questões mais importantes da etnografia e a história primitiva das nações clássicas".
Foi proposto que os vários povos do mar tivessem origem da Anatólia ocidental ou da Europa meridional. Embora as inscrições arqueológicas não incluam referência a uma migração, os povos do mar devem ter navegado em torno do Mediterrâneo oriental e invadiram Anatólia, Síria, Canaã, Chipre e Egito no fim da Idade do Bronze.
O egiptólogo francês Emmanuel de Rougé usou pela primeira vez o termo "peuples de la mer" em 1855, numa descrição dos relevos do Segundo Pilar de Medinet Habu, que documenta o Ano 8 de Ramessés III. Gaston Maspero, sucessor de Rougé no Collège de France, posteriormente popularizou o termo "povos do mar" - e uma teoria da migração associada - no final do século XIX. Desde o início dos anos 1990, a teoria foi posta em questão por vários estudiosos.
As hipóteses sobre a origem dos vários grupos identificados como povos do mar continua a ser a fonte de muita especulação. Essas teorias propõem como origem várias tribos do Egeu, incursores da Europa Central, soldados dispersos que se voltaram para a pirataria ou que se tornaram refugiados e ligados a desastres naturais, como terremotos ou mudanças climáticas.

## Conceito
O conceito de Povos do Mar foi proposto pela primeira vez por Emmanuel de Rougé, curador do Louvre, em sua artigo de 1855, Note on Some Hieroglyphic Texts Recently Published by Mr. Greene. Nesse trabalho, Rougé interpretou as batalhas de Ramessés III descritas no Segundo Pátio do templo de Medinet Habu, baseando-se em fotografias do templo feitas por John Beasley Greene. De Rougé observou que "nos brasões dos povos derrotados, os Sherden e os Teresh carregam a designação de 'povos do mar'", fazendo referência aos prisioneiros retratados na base do Portão Leste Fortificado.
Em 1867, de Rougé publicou Excerpts of a dissertation on the attacks directed against Egypt by the peoples of the Mediterranean in the 14th century BC, que se concentrou principalmente nas batalhas de Ramessés II e Merneptá e propôs traduções para muitos dos nomes geográficos nas inscrições hieroglíficas. Mais tarde, de Rougé tornou-se professor de Egiptologia no Collège de France e foi sucedido por Gaston Maspero. Maspero expandiu o trabalho de de Rougé e publicou *A Luta das Nações*, na qual detalhou a teoria das migrações marítimas em 1895–96 para um público mais amplo, em uma época em que a ideia de migrações populacionais parecia familiar para a população em geral.
A teoria das migrações foi adotada por outros estudiosos, como Eduard Meyer, e tornou-se amplamente aceita entre egiptólogos e orientalistas. No entanto, desde o início dos anos 1990, alguns estudiosos começaram a questioná-la.
Essa narrativa histórica vem principalmente de sete fontes egípcias antigas, e embora nessas inscrições a designação "do mar" não apareça em relação a todos esses povos, o termo "Povos do Mar" é comumente usado em publicações modernas para se referir a nove grupos diferentes.

## Histórico
Alguns dos grupos que invadiram por mar a Anatólia Oriental, Síria, Palestina, Chipre, e Egito no fim da idade do bronze, no século XIII a.C. São tidos como os responsáveis pela destruição dos sistemas políticos de civilizações do Oriente Próximo, como o Império Hitita, e mesmo do Mediterrâneo Ocidental, como os palácios micênicos. Por causa da ruptura abrupta nos registos antigos do Oriente Próximo, em consequência das invasões, a extensão e a origem precisa dessas convulsões permanecem incertas.

Invasões dos povos do mar

A principal, porém simples, de todas as evidências para os povos do mar está baseada em textos e em ilustrações egípcias; a outra informação importante vem de fontes hititas e de dados arqueológicos.
Os egípcios empreenderam duas guerras de encontro aos povos do mar: a primeira, no quinto ano do rei Merneptá (1236-23 a.C.); a segunda, no reino de Ramessés III (C. 1198-66 a.C.). As tentativas de identificação dos povos do mar listadas em documentos egípcios são como seguem: Ecues (Ekwesh), um grupo de gregos da Idade da Bronze (Aqueus; Aiaua em textos hititas); Teres (Teresh), Tirrênios (Tyrsenoi), conhecidos dos gregos como marinheiros e piratas da Anatólia, antepassados dos etruscos; Luca (Luka), um povo litorâneo da Anatólia Ocidental, conhecido também das fontes hititas; Serdém (Sherden), provavelmente sardenhos (os Serdem agiram como mercenários egípcios na Batalha de Cadexe, em 1 299 a.C.); Seceles (Shekelesh), provavelmente idênticos com a tribo siciliana chamada Sículos; Pelesete, designado para identificar os filisteus, que talvez tenham chegado de Creta e foi o único grupo dos povos do mar a se estabelecer permanentemente em Palestina. Identificações mais adicionais de outros povos do mar mencionados nos originais são muito mais incertas.